# Prueba del malvavisco
La prueba del malvavisco de Stanford es un experimento de una serie de estudios sobre gratificación retrasada realizado a fines de los años 60 y comienzos de los 70, dirigido por psicólogo Walter Mischel, entonces un profesor en Universidad de Stanford.
En estos estudios, se le ofreció a un niño que elija entre una recompensa pequeña inmediata o dos recompensas pequeñas ( es decir, una recompensa  más grande) si esperaran un pequeño período de aproximadamente 15 minutos. Durante este período el investigador deja la habitación y luego regresa. La recompensa era a veces un malvavisco, pero a menudo una galleta o un pretzel. En estudios posteriores los investigadores encontraron que los niños que eran capaces de esperar más por el premio tienen en promedio mejores resultados en su vida en diversos aspectos, como ser los medidos por la puntuación SAT, trabajo educativo, índice de masa corporal (IMC), entre otras medidas. En un nuevo intento de replica, con una muestra de población 10 veces más grande y diversa que el estudio original, falló en apoyar las conclusiones del estudio inicial, sugiriendo que el entorno económico en contraposición a la voluntad explicaba los resultados.

## Sujetos
Los sujetos puestos a experimentación eran 16 niños y 16 niñas que asistían a la Bing Nursery School de la Universidad de Stanford. Otros tres niños participaron pero fueron eliminados por no comprender las instrucciones. Los niños variaron en edad de 3 años y 6 meses a 5 años y 8 meses (con un edad media de 4 años y 6 meses). Los procedimientos estuvieron conducidos por dos investigadores. Ocho sujetos (cuatro varones y cuatro mujeres) fueron elegidos al azar  para las cuatro condiciones experimentales. En cada condición cada investigador utilizó dos chicos y dos chicas para evitar sesgos sistemáticos por efectos de sexo o de los investigadores.

## Condiciones
1. Ambos inmediatos (menos preferidos) y el pospuestos (más preferidos) la recompensa quedó frente al sujeto, disponible para atención
2. Ninguna recompensa para el sujeto, ambas recompensas no eran dejadas a la vista.
3. Solo la recompensa pospuesta quedó de frente al sujeto y disponible para atención mientras él o ella esperaba
4. Solo la recompensa inmediata quedó de frente al sujeto, disponible para la atención mientras él o ella esperaba

## Estudios de seguimiento
En estudios de seguimiento, Mischel encontró correlaciones inesperadas entre los resultados de la prueba del malvavisco y el éxito de los niños muchos años más tarde. El primer estudio de seguimiento, en 1988, mostró que "los niños preescolares que retrasaron más la gratificación en el paradigma de posponer de forma autoimpuesta, 10 años más tarde fueron descritos por sus padres como significativamente más competentes."